# Burton Albion Football Club
Maillots
Actualités
Le Burton Albion Football Club est un club de football professionnel anglais basé à Burton upon Trent. 
Le club est vice-champion de Football League One (troisième division anglaise) en 2015-2016.
Les Brewers évoluent en League One pour la saison 2024-2025.

## Repères historiques
Fondé en 1950, le club intègre la Football League pour la première fois de son histoire lors de la saison 2009-2010, après avoir remporté le titre de la Conference National. 
Les joueurs sont surnommés les « brasseurs » (brewers) car la ville de Burton est l'un des principaux centres de production de bière du Royaume Uni.

## Palmarès
- League One (troisième division) : 
  - Vice-champion : 2016

- League Two (quatrième division) : 
  - Champion : 2015

- Conference National (cinquième division) : 
  - Champion : 2009

- Northern Premier League (septième division) : 
  - Champion : 2002

- FA Trophy :
  - Finaliste : 1987

## Joueurs et personnalités du club

### Entraîneurs
- Peter Taylor
- Gary Rowett
- Nigel Clough
- Jimmy Floyd Hasselbaink
- Paul Peschisolido

### Joueurs emblématiques
- Nigel Clough
- Andy Sinton
- Rory Delap
- Mark Robins
- David Rennie